# Linči Jihsuan
Linči Jihsuan ili Ihsuan (Línjì Yìxuán; pojednostavljeni kineski: 临济义玄; tradicionalni kineski: 臨濟義玄; japanski: Rinzai Gigen; ? - 866) bio je kineski budistički učitelj iz 9. veka (doba dinastije Tang), poznat kao osnivač Linči škole čan budizma. 

## Život
Linči je poticao od porodice po imenu Hsing (邢 Xing) iz Čaodžoua, koju je kao mladić napustio kako bi se posvetio proučavanju budizma u raznim školama.
Linči je postao učenik čan učitelja Huangboa (黃蘗希運) ali je, prema Zapisu o Linčiju, doživeo probuđenje razgovarajući sa usamljenim monahom po imenu Daju (大愚 Dàyú). Linči se potom vratio kod Huangboa kako bi nastavio učenje. Godine 851. je došao u hram Linči u Hebeiju, gde je uzeo ime po njemu; ono je postalo naziv za novi pravac čan budizma.

## Učenje
Fokusirajući se na iskustvo probuđenja, neopterećeno tekstovima i učenjima, za Linčija je karakteristična snažna ikonoklastička retorika:
Ako želite ispravno razumevanje, ne smete dozvoliti da vas drugi obmanjuju. Treba da ubijete sve na šta naiđete, bilo iznutra ili spolja. Ako sretnete Budu, ubijte Budu. Ako sretnete patrijarhe, ubijte patrijarhe... Tad možete postići svoje oslobođenje.— Linči
Nedostatak samopouzdanja je razlog što oni koji pokušavaju da postignu budinstvo tako često omanu da slede svoj put. Ji-hsijan je govorio: 
Danas ljudi koji se bave kultivisanjem duha ne uspevaju da postignu svoje ciljeve. Njihova greška je u tome što nemaju vere u sebe ... Želite li da znate ko su patrijarsi i Buda? Svi vi koji ste preda mnom patrijarsi ste i Buda.
Linči je značajno doprineo formulisanju zen koncepta nedelanja. Po Linčiju, najbolja metoda kultivisanja u cilju postizanja budnosti je ne upražnjavati nikakvo kultivisanje. Kultivisati sebe znači vršiti nameran napor, što je delanje (yu-wei). To delanje će sigurno dati neki dobar učinak, ali on neće biti večit, jer je uzrokovan. A "kad se sila uzroka iscrpe, čovek se vraća prolaznom". Tako je najbolja metoda kultivisanja uma nedelanje, obavljanje svojih poslova bez namernog napora ili svrhovitosti. Ji-hsijan je govorio: 
U postizanju budinstva nema mesta namernom naporu. Jedini je način i dalje nastaviti obične i uzbuđenja lišene radnje: vršiti veliku i malu nuždu, nositi odeću, jesti obroke i leći kad se umorite. Prost čovek će vas ismejati, ali mudar će razumeti.
Sve što čovek valja da čini jeste da obavlja svakodnevne radnje i ništa više. Iako su to jednostavne stvari, nije ih lako obavljati nesvrhovito, bez ikakvih veza. To je ono što č'an učitelji nazivaju kultivisanje nekultivisanjem.

## Literatura
- Schloegl, Irmgard. The Zen Teaching of Rinzai. Shambhala Publications, Inc., Berkeley. 1976.  978-0-87773-087-3.

- Ju-Lan, Fung (1977). Istorija kineske filozofije. Beograd: NOLIT.
- Watson, Burton; tr. The Zen Teachings of Master Lin-Chi: A Translation of the Lin-chi lu. New York: Columbia University Press. 1999.  978-0-231-11485-1.
- Keown, Damien. A Dictionary of Buddhism. Oxford: Oxford University Press. 2003.  978-0-19-860560-7.

## Spoljašnje veze
- The Zen Teaching of Rinzai (a.k.a. The Record of Rinzai) PDF Text Архивирано на веб-сајту  (8. мај 2009)
- Taisho Tripitaka Vol. 47, No. 1985 The Chinese Buddhist Electronic Text Association online Chinese character text of The Record of Linji (臨濟録 Linji Lu)

| Huangbo Hsijun | Rinzai zen patrijarh | Hsinghua Cunčiang |